# Huszcza Pierwsza
Huszcza Pierwsza – część wsi Huszcza w Polsce, położona w województwie lubelskim, w powiecie bialskim, w gminie Łomazy. Przepływa przez nią Lutnia, niewielka rzeka dorzecza Bugu, dopływ Zielawy.
Dawniej była siedzibą gminy Lubienka I, gminy Lubienka i gminy Huszcza. W latach 1975–1998 Huszcza Pierwsza administracyjnie należała do województwa bialskopodlaskiego.
Huszcza Pierwsza jest sołectwem w gminie Łomazy.

## Historia
Huszcza – jak opisano w wieku XIX, wieś oddalona o 2 mile od Kodnia  w powiecie bialskim, gminie Lubenka parafii Huszcza. Posiada kościół parafialny drewniany z r. 1772 i szkołę początkową. 

W 1827 r. było tu 194 domów i 939 mieszkańców.

W 1883 wieś posiadała 176 domów  i  1267 mieszkańców z gruntem  4745 mórg. Jest to wieś dawna i obszerna (jak podaje słownik), „obsiadła wyłącznie przez samą zagonową szlachtę, znaną z przywiązania do ziemi ojczystej, czego mieszkańcy tutejsi złożyli niejednokrotne dowody, zwłaszcza w końcu sejmu czteroletniego i w czasach następnych”. 
Stary kościółek  w Huszczy zastąpiony był w drugiej połowie XIX w.  nową murowaną   świątynią, na którą rząd wyznaczył sumę rubli srebrnych 15 000, w zamian za pełen bogactw i starożytnych pamiątek zamknięty kościół infułacki w Kodniu. Parafia Huszcza o dacie powstania nieznanej, została  wcielona do parafii Kodeń w roku 1713. W 1883 oddzielona od Kodnia parafia Huszcza w dekanacie bialskim liczyła 2700 dusz.